# Demonax corallipes
Demonax corallipes là một loài bọ cánh cứng trong họ Cerambycidae.